# Stoholm
Stoholm er en stationsby i Midtjylland med 2.534 indbyggere  (2025), beliggende 15 km sydøst for Skive, 28 km nord for Karup og 18 km vest for Viborg. Byen hører til Viborg Kommune i Region Midtjylland og er Viborg Kommunes tredjestørste by. I 1970-2006 var Stoholm kommunesæde for Fjends Kommune.

## Sogne og kirker
Stoholm hører til Stoholm Sogn, der indtil 2007 hed Feldingbjerg Sogn. Feldingbjerg Kirke ligger 3½ km nordvest for Stoholm.
I 1971 fik Stoholm by sin egen kirke, Stoholm Kirke, der er en modernistisk bygning i røde sten.
Midt i 1980'erne havde Stoholm bredt sig mod syd ind i Smollerup Sogn, hvis nordligste del blev overført til Feldingbjerg Sogn, så hele Stoholm lå i samme sogn. Nu er Stoholm tæt på at brede sig ind i Smollerup Sogn igen.

## Seværdigheder
Daugbjerg Kalkgruber og Mønsted Kalkgruber ligger hhv. 5½ og 4 km syd for Stoholm. Mellem Tastum og Kobberup 7 km nordvest for Stoholm ligger Kardyb Langdysse, der er Danmarks længste på 185 meter.

## Faciliteter
- Stoholm Skole har 459 elever, fordelt på 0.-9. klassetrin i to spor. Skolen har SFO for elever i 0.-3. klasse og klub for elever i 4.-6. klasse.[2]

- Stoholm Fritids- og Kulturcenter er et idrætsanlæg med selskabs- og mødelokaler samt vandrerhjem.

- Pleje- og Omsorgscenter Birkegården er opført hvor kommunekontoret for den tidligere sognekommune Kobberup-Feldingbjerg-Gammelstrup lå.

- Stoholm Børnehave på Fyrrevænget har plads til ca. 55 børn. Den blev bygget i 1972 i et parcelhuskvarter fra samme tid. Børnetallet steg, og børnehaven blev udbygget i 2000.

- Børnetallet steg stadig, men da Fjends Kommune blev indlemmet i Viborg Kommune, kunne det tomme rådhus i Stoholm bruges til børnehave. Rådhushavens Børnehave har plads til ca. 75 børnehavebørn og 20 vuggestuebørn.[3] Det gamle rådhus rummer også bibliotek, Lokalhistorisk Arkiv, mødelokaler og dagplejens legestue.

- Stoholm har 2 dagligvareforretninger, slagter, bager, tøjbutik, blomsterhandler og frisør. Desuden er der læge-, tandlæge-, fysioterapi- og dyrlægeklinik samt apotek i byen.

- Ugeavisen Fjends Folkeblad udgives i Stoholm med et oplag på ca. 9.000.

- Stoholm har to anlæg: det store bag plejecentret, som har givet navn til Anlægsgade, og et mindre ved stationen.

## Historie

### Jernbanen
Stoholm Station blev anlagt på Langå-Struer-banen. Strækningen Viborg-Skive blev delvis anlagt under krigen i 1864, og den blev brugt under de danske styrkers tilbagetog mod Mors, men den blev først indviet officielt i 1865. Stationen fik navn efter Stoholm Bro over Jordbro Å og Stoholm Gårde, som var næsten den eneste bebyggelse i området. Stationens postadresse blev Stoholm Jyll for at undgå forveksling med Stockholm.

### Stationsbyen
På det høje målebordsblad fra 1800-tallet ses foruden stationen kun en kro og et teglværk.
I 1901 blev Stoholm beskrevet således: "Stoholm med Andelsmejeri, Teglværk, Kro, Markedsplads (Marked i Maj og Sept.), Jærnbane-, Telegraf- og Telefonst." Det lave målebordsblad fra 1900-tallet viser desuden et apotek og en lægebolig.
Stoholm havde 299 indbyggere i 1906, 418 i 1911 og 492 indbyggere i 1916. Fordelt efter næringsveje i 1911 levede 26 af landbrug, 201 af håndværk og industri, 68 af handel, 48 af transport.
Stoholm fortsatte sin udvikling i mellemkrigstiden. Byen havde 564 indbyggere i 1921, 715 i 1925, 781 i 1930, 808 i 1935 og 883 indbyggere i 1940. Fordelt efter næringsveje i 1930 levede 60 af landbrug, 383 af håndværk og industri, 76 af handel, 77 af transport, 15 af immateriel virksomhed, 65 af husgerning, 102 var ude af erhverv og 3 havde ikke angivet indkomstkilde.
Stoholm fortsatte sin udvikling i efterkrigstiden. Byen havde 888 indbyggere i 1945, 988 i 1950, 1.016 i 1955, 1.065 i 1960 og 1.178 indbyggere i 1965.

### Lundgaard
2 km sydøst for Stoholm lå herregården Lundgaard, som nævnes første gang i 1524. I 1912 blev gården solgt til et konsortium, der frasolgte noget af jorden og solgte resten af gården til Fjends Herreds Udstykningsforening. Den udstykkede 11 husmandssteder, så der kun blev et lille areal tilbage omkring hovedbygningen, der var opført i 1880. Der lå et gammelt teglværk på hovedparcellen, som i 1913 blev købt af Christian Sørensen. Han grundlagde Lundgaard Teglværk, som var ejet af hans efterkommere indtil 2013. I det år gik teglværket konkurs og blev overtaget af Randers Tegl.

### Stoholm-gruppen
Under Besættelsen blev der dannet en modstandsgruppe, som i slutningen af 1943 modtog nedkastede våben og sprængstoffer fra engelske fly på Gammelstrup Hede nordøst for Stoholm. Ved Birkesø på heden står to mindesten for Stoholm-gruppen og dens leder Johannes Alsbjerg.

## Plastfabrikken
Fabrikken Kaiserplast startede i 1973 i det nedlagte Stoholm Mejeri. Den var en underafdeling af Skive Børstefabrik, som den skulle levere plasthåndtag til. Men den udviklede sig hurtigt og blev i 1987 en selvstændig fabrik, der leverede plastprodukter i alle former til andre firmaer. Nu er den en afdeling af SP Moulding, et selskab i SP Group, der er en international børsnoteret koncern med 1200 medarbejdere og hovedsæde i Søndersø. Foruden sprøjtestøbning kan der også laves overfladebehandling i Stoholm, for Accoat, et andet selskab i SP Group, opførte i 2009 et produktionsanlæg på 1.800 m² til coating af olierør i olie- og gasindustrien.

## Solcelleanlæg
I 2021 blev en miljøkonsekvensrapport udgivet efter at Better Energy Management havde ansøgt Viborg Kommune om at etablere et solcelleanlæg nord for Stoholm.
Anlægget var planlagt til at dække 67 hektar og med en forventet elproduktion på 71.000 MWh/år.